# Fermana Calcio 1996-1997
Questa pagina raccoglie le informazioni riguardanti la Fermana Calcio nelle competizioni ufficiali della stagione 1996-1997.

## Rosa
| N. |                   | Ruolo | Calciatore           |
| -- | ----------------- | ----- | -------------------- |
|    | Italia (bandiera) | P     | Davide Bertaccini    |
|    | Italia (bandiera) | D     | Stefano Bettella     |
|    | Russia (bandiera) | P     | Krassimir Bogdanov   |
|    | Italia (bandiera) | C     | Alec Bolla           |
|    | Italia (bandiera) | C     | Davide Carfora       |
|    | Italia (bandiera) | A     | Marco Cavicchia      |
|    | Italia (bandiera) | A     | Gino Clementi        |
|    | Italia (bandiera) | C     | Bruno Conca          |
|    | Italia (bandiera) |       | De Rosa              |
|    | Italia (bandiera) | C     | Alessandro Di Matteo |
|    | Italia (bandiera) | C     | Filippo Furiani      |
|    | Italia (bandiera) | P     | Marco Giannitti      |
|    | Italia (bandiera) | D     | Paolo Grossi         |
|    | Italia (bandiera) | D     | Marco Guidi          |
|    | Italia (bandiera) | D     | Pier Paolo Lauretti  |
|    | Italia (bandiera) | A     | Saverio Luciani      |

| N. |                   | Ruolo | Calciatore               |
| -- | ----------------- | ----- | ------------------------ |
|    | Italia (bandiera) | P     | Fabio Marchioro          |
|    | Italia (bandiera) | A     | Gianni Matticari         |
|    | Italia (bandiera) | D     | Stefano Medda            |
|    | Italia (bandiera) | D     | Francesco Miccoli        |
|    | Italia (bandiera) | D     | Michele Moscetta         |
|    | Italia (bandiera) | A     | Claudio Nitti            |
|    | Italia (bandiera) | C     | Piero Raffaele Panzanaro |
|    | Italia (bandiera) | A     | Marco Pelliccia          |
|    | Italia (bandiera) | C     | Marco Pennacchietti      |
|    | Italia (bandiera) | A     | Giuseppe Perrone         |
|    | Italia (bandiera) | C     | Massimo Scoponi          |
|    | Italia (bandiera) | P     | Salvatore Soviero        |
|    | Italia (bandiera) | C     | Alessandro Tatomir       |
|    | Italia (bandiera) | C     | Carlo Troscè             |
|    | Italia (bandiera) | C     | Enrico Turcheschi        |
|    | Italia (bandiera) | C     | Leandro Vessella         |

## Risultati

### Campionato

#### Girone di andata
| 1º settembre 1996 1ª giornata | Lodigiani | 1 – 2 | Fermana |  |

| 8 settembre 1996 2ª giornata | Fermana | 0 – 0 | Sora |  |

| 15 settembre 1996 3ª giornata | Atletico Catania | 1 – 0 | Fermana |  |

| 22 settembre 1996 4ª giornata | Fermana | 2 – 0 | Nocerina |  |

| 29 settembre 1996 5ª giornata | Fidelis Andria | 1 – 0 | Fermana |  |

| 6 ottobre 1996 6ª giornata | Fermana | 0 – 0 | Avezzano |  |

| 20 ottobre 1996 7ª giornata | Ischia Isolaverde | 1 – 0 | Fermana |  |

| 27 ottobre 1996 8ª giornata | Fermana | 2 – 1 | Juve Stabia |  |

| 3 novembre 1996 9ª giornata | Avellino | 0 – 1 | Fermana |  |

| 10 novembre 1996 10ª giornata | Fermana | 1 – 1 | Giulianova |  |

| 24 novembre 1996 11ª giornata | Ascoli | 2 – 2 | Fermana |  |

| 1º dicembre 1996 12ª giornata | Fermana | 0 – 0 | Ancona |  |

| 8 dicembre 1996 13ª giornata | Gualdo | 2 – 2 | Fermana |  |

| 15 dicembre 1996 14ª giornata | Savoia | 3 – 0 | Fermana |  |

| 22 dicembre 1996 15ª giornata | Fermana | 0 – 1 | Trapani |  |

| 29 dicembre 1996 16ª giornata | Casarano | 0 – 3 | Fermana |  |

| 12 gennaio 1997 17ª giornata | Fermana | 2 – 0 | Acireale |  |

#### Girone di ritorno
| 19 gennaio 1997 18ª giornata | Fermana | 3 – 1 | Lodigiani |  |

| 26 gennaio 1997 19ª giornata | Sora | 1 – 1 | Fermana |  |

| 2 febbraio 1997 20ª giornata | Fermana | 0 – 1 | Atletico Catania |  |

| 9 febbraio 1997 21ª giornata | Nocerina | 1 – 0 | Fermana |  |

| 16 febbraio 1997 22ª giornata | Fermana | 0 – 3 | Fidelis Andria |  |

| 23 febbraio 1997 23ª giornata | Avezzano | 1 – 1 | Fermana |  |

| 2 marzo 1997 24ª giornata | Fermana | 0 – 1 | Ischia Isolaverde |  |

| 9 marzo 1997 25ª giornata | Juve Stabia | 0 – 0 | Fermana |  |

| 16 marzo 1997 26ª giornata | Fermana | 1 – 1 | Avellino |  |

| 29 marzo 1997 27ª giornata | Giulianova | 2 – 1 | Fermana |  |

| 6 aprile 1997 28ª giornata | Fermana | 2 – 2 | Ascoli |  |

| 13 aprile 1997 29ª giornata | Ancona | 2 – 0 | Fermana |  |

| 20 aprile 1997 30ª giornata | Fermana | 0 – 0 | Gualdo |  |

| 27 aprile 1997 31ª giornata | Fermana | 0 – 0 | Savoia |  |

| 4 maggio 1997 32ª giornata | Trapani | 0 – 2 | Fermana |  |

| 11 maggio 1997 33ª giornata | Fermana | 1 – 1 | Casarano |  |

| 18 maggio 1997 34ª giornata | Acireale | 0 – 1 | Fermana |  |